# 井顿泉
井顿泉（1964年10月—），男，北京人，中华人民共和国政治人物，现任中国宋庆龄基金会副主席，曾任中国人民对外友好协会副会长。